# ポーゼン (戦艦)

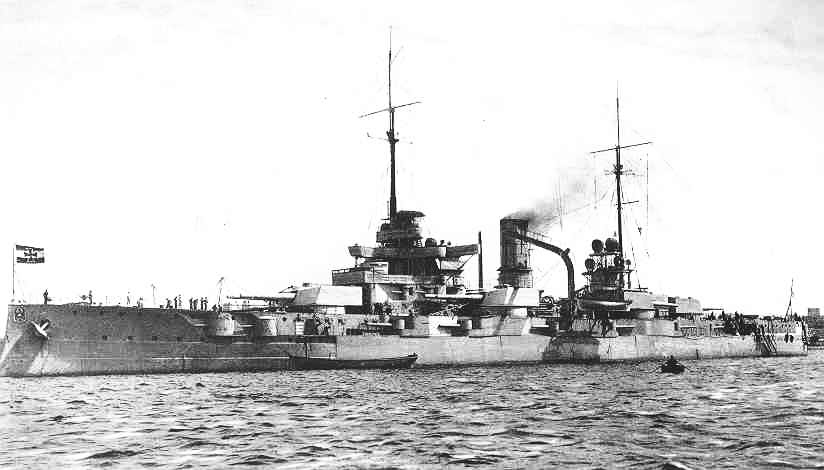
左舷から撮られたポーゼン

ポーゼン (SMS Posen) は1908年進水のドイツ帝国海軍の弩級戦艦。ナッサウ級。

## 艦歴
1907年6月11日起工。1908年12月13日進水。1910年5月31日就役。
第一次世界大戦勃発時はバルト海にあり、1915年8月にはリガ湾の戦いに参加した。その後姉妹艦と共に第1戦艦戦隊に配属され、1916年のユトランド沖海戦に参加した。この海戦ではポーゼンは無傷であったが、帰還時に自軍のピラウ級防護巡洋艦「エルビンク」に追突して沈没させる失態を犯した。
第一次世界大戦後、1920年4月にポーゼンは賠償艦としてイギリスに引き渡され、オランダのドルトレヒトで解体された。